# 吉岡久美子
吉岡 久美子（よしおか くみこ、1992年12月24日 - ）は、日本のタレント。兵庫県神戸市出身。よしもとクリエイティブ・エージェンシー大阪所属。

## 来歴
2010年4月 ミューモアヨシモトの「新生つぼみオーディション」の結果、つぼみ(後のつぼみ大革命)に加入。（ミューモア組･同期11名）
2010年4月29日 In→dependent theatre 2ndで行われたお披露目式にてデビュー
2010年8月20日 同期のしよりとコンビ「シュークリーム」結成

## 人物
- 吉本発めっちゃオモロイアイドルつぼみのメンバー、チームCool所属であったが、2015年4月のメジャーデビューによるチーム再編成により「アイドル選抜」と「パワフル選抜」（2016年5月27日より「コスモス」「パワーフラワー」に改称）に名称変更され、相方のしより、恵梨華、岡本蓮、白城ちこ、水森依音と共にパワフル選抜に選ばれる。
- 2010年4月、ミューモアヨシモトのつぼみオーディションの結果つぼみに加入。同年、4月29日のお披露目会にてデビューした。
- 同期のしよりとシュークリームというコンビを組んでいる。
- キャッチコピーは「つぼみのツッコミ担当」かつては「つぼみのウルトラポジティブ」であった。愛称は、くぅ、くぅちゃん。
- 高校時代、吹奏楽部に所属しており、同じ吹奏楽部出身の岡本蓮とよく話が合う。
- 「殿」と「姫」と名付けた猫（マンチカン）を飼っている。
- 2016年10月27日よりYouTubeのつぼみチャンネルで内にてメイク動画を公開している。（公開は不定期）

## 出演

### インターネット動画
過去
- つぼみのニコニコランド（ニコニコ動画）：金曜→水曜出演

現在
- つぼみのもっと前進！（ニコニコ動画）

### テレビ
現在
- おはようコールABCのリポーター(朝日放送) シュークリームとして出演(2014年10月3日- 不定期)
- つぼみ公演（kawaiianTV） 過去に行われた舞台の録画放送、シュークリームとして出演
- ならフライデー9 (奈良テレビ) シュークリームとしてNF9特集コーナーに不定期出演

過去
- アニメ&特撮大好き！O・BA・MA内のコーナー｢特捜指令！O・BA・BA｣に出演（Music Japan TV）
- ツキギメ! 奇跡のムチャぶり大作戦 ムチャレンジ!! （2013年5月8日 関西テレビ）
- もってる!? モテるくん（2014年3月1日 読売テレビ）
- 笑い飯のおもしろテレビ（2014年11月18日 2015年2月3日 2月11日 7月7日 サンテレビ）
- ロケみつ フライデー（毎日放送） シュークリームとして不定期出演
- 2時コレ!知っとぉ!?（サンテレビ) 毎月第2金曜日にシュークリームとして出演
- ボートのつぼみ（サンテレビ)
- どきワク関西 （J:COMチャンネル、火曜日のみ）
- 特盛!よしもと 今田・八光のおしゃべりジャングルのアシスタント(読売テレビ)シュークリームとして出演

### ラジオ
現在
- つぼみ大革命のじゃんぐる♥レディOh！（YES-fm）火曜日のみ（レギュラー出演）
- オオサカエンタメナンデ!?（FM大阪）

過去
- ヨシモト＊chatterbox! (2011年7月4日(月)、YES-fm) - テンダラーの七夕SP ゲスト出演、Ustream配信あり[1]
- ヨシモト＊chatterbox! (2011年10月31日(月)、YES-fm) - テンダラーの誰かの誕生日SP ゲスト出演、Ustream配信あり[2]
- ラジオよしもと すこぶる元気!(ラジオ大阪) 4代目「すこぶる元気娘」(2012年5月4日-2013年3月29日)
- ヨシモト＊chatterbox!　火曜日アシスタント　(2013年4月9日-2014年4月1日)、YES-fm)

### DVD
- つぼみの開花宣言!! ～はじめてのDVDガンバリました!～ (2011年2月9日 発売)

### 舞台
- 「つぼみの開花宣言!!vol.4 〜新しいつぼみです。みんなの顔と名前を覚えてくださいね。〜」(2010年6月20日、ヨシモト∞ホール大阪) [3]
- 「桜・稲垣早希とつぼみのニコニコ感謝祭！！」(2010年7月3日、ヨシモト∞ホール大阪) [4]
- 「つぼみの開花宣言!!vol.5 〜京橋花月で夏祭り！みんなで来てくださいね。〜」(2010年8月21日、京橋花月) [5]
- 「オートバックスM-1グランプリ 1回戦 近畿予選」(2010年9月11日、HEP HALL) シュークリームとして出場 [6] [7]
- 「つぼみ博覧会!!vol.1」(2010年9月23日、In→dependent theatre 2nd) [8]
- 「愛響祭」(2010年10月23日、相愛大学内・野外ミニステージ) [9]
- 「つぼみの開花宣言!!vol.6 〜京橋花月で学園祭！みんなでもりあがりましょうね。〜」(2010年11月23日、京橋花月) [10]
- 「つぼみ博覧会!!〜クリスマススペシャル〜」 (2010年12月23日、ヨシモト∞ホール大阪) [11]
- 「志摩スペイン村カウントダウン2011 大みそかよしもと笑い越しスペシャル」 (2010年12月31日 - 2011年1月1日、志摩スペイン村) [12]
- つぼみ初DVD発売記念♪「握手会＆サイン色紙プレゼント！」(2011年2月11日、YES広場)[13]
- 「つぼみの開花宣言!!vol.7 〜ABCホールでバレンタイン！みんなで楽しみましょうね。〜」(2011年2月20日、ABCホール) [14][15]
- 「みさき公園 つぼみミニライブ」(2011年3月5日、みさき公園)
- 「東京ダイノジ2」(2011年3月13日、京橋花月) つぼみメンバーとして出演  [16]
- 「つぼみの開花宣言!!vol.8 〜つぼみと一緒にお花見しませんか♪〜」(2011年4月16日、京橋花月) [17]
- 「京橋ヴァラエティ・ポケットミュージカルス(ザ・プラン9 お〜い！久馬 脚本)」(2011年5月3日 - 8日、京橋花月) - つぼみとして出演  [18] [19]
- 「つぼみ博覧会!!vol.3」(2011年5月29日、ヨシモト∞ホール大阪) [20]
- 「THE MANZAI 2011 1回戦」(2011年6月22日、テイジンホール) - シュークリームとして出場 [21][22]
- 「第9回MBS新世代漫才アワード 一次予選」(2011年7月9日 毎日放送) - シュークリームとして出場。高校生お笑いセンター試験に合格した高校生審査員による審査。一般観覧なし。[23][24]
- 「つぼみ演劇祭!!」(2011年7月10日、ヨシモト∞ホール大阪) 「学校の怪談」チャラい男子役、「ナイトウォーカー」ホテルの職員役 [25]
- 「キングオブコント2011 1回戦」(2011年7月14日、ヨシモト∞ホール大阪) - シュークリームとして出場[26][27]
- 「つぼみの開花宣言!!vol.9 〜京橋花月で夏祭り!みんなで盛り上がりましょうね。〜」(2011年7月30日、京橋花月) [28]
- 「ワールドカップ開幕直前スペシャル！吉本ラグビー新喜劇」(2011年9月2日 なんばグランド花月) [29][30]
- 「つぼみ博覧会!!vol.4」 (2011年9月10日、京橋花月) [31]
- 「YOSHIMOTO WONDER CAMP KANSAI 東日本大震災復興支援企画 チャリティーオークションイベント vol.1～3」(2011年9月17日、ヨシモト∞ホール大阪) - シュークリームで初前説[32]
- 「YOSHIMOTO WONDER CAMP KANSAI 東日本大震災復興支援企画 チャリティーオークションイベント vol.4～6」(2011年9月18日、ヨシモト∞ホール大阪) - vol.6で、バックを出品[33]
- 「つぼみの開花宣言!!vol.10 〜京橋花月で文化祭！みんなで遊びに来てくださいね。〜」(2011年10月22日、京橋花月)
- 「つぼみ博覧会！！Vol.5　〜大丸心斎橋劇場でつぼみサンタとクリスマスパーティー。〜」(2011年12月25日、大丸心斎橋劇場)